# Fox News Channel
Fox News Channel (prononcé en anglais : /fɑks nuːz ˈt͡ʃænəl/), souvent appelée Fox News, est une chaîne de télévision d'information en continu américaine, lancée le 7 octobre 1996 et basée à New York. Elle fait partie du groupe Fox Entertainment, possédé en majorité par le groupe 21st Century Fox de Rupert Murdoch jusqu'en mars 2019, avant la division de Fox Entertainment à la suite de son rachat par The Walt Disney Company, les actifs restants – dont Fox News Channel – étant transférés à la Fox Corporation.
Accessible par 87,2 millions de ménages américains, elle est la chaîne d'information câblée la plus regardée aux États-Unis devant ses concurrentes CNN et MSNBC.
Fox News Channel est réputée pour favoriser les positions politiques conservatrices du parti républicain. La chaîne est influente dans la société américaine et sur le débat public aux États-Unis. De nombreuses études montrent qu'elle pousse ses téléspectateurs à adopter des positions plus conservatrices. Elle aurait aussi grandement contribué à la victoire de George W. Bush à l'élection présidentielle de 2000 et encore plus à celle de Donald Trump en 2016.
Cette influence, appelée le Fox News Effect (« effet Fox News »), est théorisée par de nombreux politologues et économistes,,. Fox News est cependant régulièrement critiquée et accusée de soutenir des théories conspirationnistes, ou de mener des campagnes de désinformation en faveur de l'idéologie conservatrice du Parti républicain,,. D'après une étude menée par l'université Fairleigh-Dickinson (New Jersey), les téléspectateurs de Fox News tendent à être moins bien informés, tant sur des sujets de politique intérieure que de politique étrangère, que des personnes ne s'informant pas du tout,. Son audience est principalement pro-républicaine.

## Histoire
Rupert Murdoch établit Fox News pour occuper une niche du marché de l'information qui, selon lui, est inoccupée : celle d'une « information juste et équilibrée » (fair and balanced). D'après Ken Auletta du New Yorker, le but est d'offrir un substitut aux médias d'information que Murdoch juge inféodés au Parti démocrate.
News Corp possède déjà une chaîne d'information en continu à travers sa filiale British Sky Broadcasting, Sky News, fondée en 1989. Roger Ailes (ex-conseiller en image de Richard Nixon, Ronald Reagan et George H. W. Bush), ancien de NBC, accompagné de fidèles, est chargé de monter Fox News.
La chaîne innove par une présentation très visuelle et colorée pour attirer l'œil et permettre aux téléspectateurs de comprendre les points principaux même sans suivre l'émission. Du texte sur l'écran résume les points de vue ou fait part des commentaires.
Pour accélérer son développement, Fox News rétribue les opérateurs de câble contrairement à la pratique mais se heurte aux manœuvres de ses concurrents pour l'écarter. Fox News étant parvenue à être diffusée à New York, Time Warner, propriétaire de CNN, intente une action en justice au cours de laquelle son patron de l'époque Ted Turner compare Rupert Murdoch à Adolf Hitler tandis qu'un journal lui appartenant met en question la santé mentale du premier. Cette action se solde par un accord amiable.
En juillet 2020, Wikipédia en anglais cesse de considérer les reportages politiques et sciences du média conservateur comme « généralement fiables »,.
Une polémique éclate en mars 2023 à propos de la couverture par la chaîne de l'assaut du Capitole par des partisans de Donald Trump le 6 janvier 2021 : Rupert Murdoch aurait exercé une vision partiale du sujet,. 
À la suite de ces révélations, le fabricant de machines à voter Dominion, mis en question, intente un procès au civil dans l'État du Delaware en avril 2023 pour les préjudices subis,. Après avoir examiné les deux parties en présence, la cour a décidé que celle-ci aura donc droit à un procès fixé au 17 avril 2023, la chaîne elle ayant répété de son côté s'être contentée de rapporter les allégations de l'ancien président, citant le « Premier amendement (de la Constitution) qui protège le droit absolu des médias à couvrir les événements (…) et la liberté d'expression et de la presse qui régit l'Amérique depuis les origines ainsi que sa fondation ».
Au dernier moment, l'entreprise trouve un accord et accepte de verser 787,5 millions de dollars en échange de la suspension du procès, ce procès montrant que, même aux États-Unis, la liberté d'expression peut avoir certaines limites dans certains cas. John Poulos avance que ces mensonges ont « causé des dégâts énormes à son entreprise ainsi que pour ses employés et leurs clients ». La chaîne quant à elle n'en a pas fini avec les procès : celui de Smartmatic puis d'Abby Grossberg, anciennement présentatrice de Fox News avec Maria Bartiromo ainsi que Nina Jancowicz.
Dans le contexte de cet accord de près de 800 millions de dollars, l'entreprise décide de licencier son présentateur vedette Tucker Carlson. À la tête de l'émission « Tucker Carlson Tonight » depuis 2016, Tucker Carlson réalisait les meilleures audiences de la chaine en réunissant quelque 3,5 millions de téléspectateurs. Tucker compare alors cette décision de le licencier ainsi que d'autres à « l'instauration d'un parti unique médiatique aux commandes de ce pays ».
Après le licenciement de Tucker Carlson, la chaîne voit ses audiences plonger. En juin 2023, pour la première fois en deux ans, les audiences de Fox News Channel passent derrière celles de ses concurrents MSNBC et CNN.

## Homonymie
Il existe un épisode de Droopy de 1949 (Out-foxed, en français : Le corniaud et le renard – ou Droopy chasseur), dans lequel on voit un renard raffiné à monocle, dans son terrier, prendre son petit déjeuner en lisant un journal nommé Fox News.

## Émissions

### Anciennes émissions
- On the Record with Greta Van Susteren[33] : travaillant par le passé pour CNN, Greta Van Susteren, journaliste respectée et experte des questions juridiques, anime On the Record, chaque jour à 22 heures, qui se concentre en général sur les affaires judiciaires du moment et les dernières informations sur le terrorisme. Émission diffusée de 2002 à 2016.
- Fox News Live : la tranche d'information pendant la journée, avec l'information en continu, les directs avec les envoyés spéciaux et interviews avec les invités. Émission diffusée de 1998 à 2008.
- The O'Reilly Factor[34] : du lundi au vendredi, pendant une heure, à partir de 20 heures, Bill O'Reilly, commentateur considéré comme un conservateur aux États-Unis[35] (il se définit lui-même comme un « traditionaliste »)[36], défie ses invités dans des interviews polémiques. La No Spin Zone commence par les Talking Points Memo, l'éditorial du jour. Émission diffusée du lancement de la chaîne au 21 avril 2017.

## Audience
Fox News domine le marché de l'information sur le câble devant ses rivales CNN et MSNBC. CNN a cependant 11 % de plus de téléspectateurs, mais ceux-ci lui sont moins fidèles et restent moins longtemps devant les programmes de CNN, plus courts que ceux de Fox News.
À l'apogée de l'invasion de l'Irak en 2003, la chaîne profite d'un accroissement d'audience de 300 % avec environ 3,3 millions de téléspectateurs par jour.
Avec un nombre total de téléspectateurs, Fox News Channel est dans le Top 5 parmi tous les réseaux câblés au cours de la journée, tandis que CNN est 38e et MSNBC 29e.

## Sociologie des téléspectateurs

### Composition ethnique
94 % des téléspectateurs des Fox News sont blancs, 3 % sont hispaniques, 2 % sont asiatiques et 1 % sont noirs. Ces chiffres sont régulièrement invoqués pour justifier l'hostilité de la chaîne à l'immigration. Ces chiffres sont à comparer avec le reste de la population américaine, répartie en 63,7 % de blancs, 16,7 % d'hispaniques et latinos, 12,3 % noirs non hispaniques et 4,7 % hispaniques non asiatiques.

### Âge
L'âge médian des téléspectateurs de Fox News en 2017 était de 65-66 ans, pour un âge médian des habitants des États-Unis de 38 ans en 2017.

### Sexe
L'auditorat de Fox News est constitué à 48 % d'hommes et à 52 % de femmes.

### Revenus
33 % des téléspectateurs de Fox News ont un revenu inférieur à 30 000 dollars par an, 31 % ont un revenu compris entre 30 000 et 75 000 dollars, et 23 % ont un revenu supérieur à 75 000 dollars.

### Niveau d'études
43 % des téléspectateurs de Fox News n'ont pas mené d'études supérieures (seuls 19 % des habitants des États-Unis n'ont pas franchi le cap de l'entrée à l'Université) et 24 % sont titulaires d'un diplôme universitaire.

### Orientation politique
En 2013, 94 % des téléspectateurs de Fox News se définissaient comme conservateurs, 3 % comme modérés et 3 % comme libéraux.
En 2016, Fox News était la principale source d'information pour 40 % des électeurs de Donald Trump.

## Controverses
Décrit comme un média au service du camp républicain par The New York Times, une « machine de propagande » conservatrice selon le magazine américain Rolling Stone, une chaîne « ultra-conservatrice » selon le journal français Le Monde et le « porte-voix de la droite conservatrice engagée » selon Le Figaro, Fox News est souvent accusée de partialité. La chaîne se défend en indiquant que ses bulletins de nouvelles et que ses reportages n'ont pas de ligne éditoriale. Toutefois, elle concède que plusieurs chroniqueurs s’affichent publiquement comme étant des conservateurs dans leurs émissions.

### Fox News et l'administration de Barack Obama
En 2009, l'administration de Barack Obama a déclaré qu'elle n'a pas été traitée justement par Fox News. À la suite de cela, le 19 octobre 2009 la tension augmente d'un cran entre la chaine et l'administration, car Fox News est exclue du pool de journalistes pouvant interviewer le Secrétaire du Trésor, Kenneth R. Feinberg (en) (département du Trésor). Toutefois, le 18 novembre 2009 un journaliste de Fox News, Major Garrett, a fait partie du pool de journalistes qui interviewent Obama, ce qui semble clore la dispute entre l'administration et la chaîne. En février 2014, Obama a accordé une interview à la chaîne, mais a accusé celle-ci de discuter de polémiques dont le débat est clos.

### Accusation de fraudes électorales
En avril 2023, Fox News accepte de payer 787,5 millions de dollars à l'entreprise Dominion, à l'issue d'un accord à l'amiable. La chaine accusait Dominion, entreprise commercialisant du matériel de vote électronique, de fraudes électorales durant l'élection présidentielle de 2020 aux États-Unis. L'entreprise menaçait la chaine d'un procès en diffamation, s'appuyant sur les discussions internes de la chaine pour soutenir que la rédaction de Fox News mentait.

### Fox News et l'actualité internationale
Le journaliste Jean-Marie Chauvier reproche à une partie des médias occidentaux, notamment Fox News, d'avoir exagéré l’image d’une Russie « à feu et à sang » dans leur couverture du mouvement de contestation des élections législatives russes de 2011. La chaîne américaine a ainsi été jusqu'à diffuser des images d’émeutes en Grèce pour « illustrer » un reportage sur les incidents en Russie.

### Fox News et lesno-go zonesen France
En 2015, à la suite des attentats terroristes à l'encontre du journal satirique français Charlie Hebdo, la chaîne Fox News invite sur son plateau de télévision l'expert Nolan Peterson, présenté comme spécialiste des zones de conflits. Ce dernier décrit certains quartiers de Paris comme étant des « no-go zones », où régnerait la charia sous le contrôle d'islamistes radicaux et où l'accès par les non-musulmans et la police serait devenu impossible. Il s'exprime : « ainsi des zones interdites aux non-musulmans où l’on porte des t-shirts d’Oussama Ben Laden et où les islamistes font la loi. Je suis allé en Afghanistan, en Irak, au Cachemire, et à certains moments, ça m’a rappelé ces endroits. Les efforts de recrutement des Frères musulmans ou d’Al-Qaïda dans les rues de ces zones interdites aux non-musulmans ne se font pas dans l’ombre, mais en pleine lumière et de façon tout à fait acceptée ». Fox News s'est basé sur des données géographiques décrivant les zones urbaines sensibles créées par les pouvoirs publics français dans le cadre de la politique de la ville, et des extraits de vidéos d'émeutes survenues dix ans auparavant. Ces informations totalement fausses, ont été relayées, avec humour, par le Petit Journal sur Canal+ qui a exigé et obtenu des excuses de la chaîne de télévision d'information en continu américaine et entraîné un grand nombre de moqueries sur la toile, le Premier ministre britannique, David Cameron, ayant même traité le journaliste de Fox d'idiot.
En effet, la carte de Paris présentée par la chaîne américaine indiquait comme des no-go zones (zones de non-droit), entre autres, les quartiers de la Goutte-d'Or, de la Fontaine-au-Roi, de Ménilmontant ou encore les quartiers de la Porte-Saint-Denis et Porte-Saint-Martin. À noter que sur cette carte n'était pas représentée la zone urbaine sensible de Belleville. Fox News avait également indiqué que la ville anglaise de Birmingham était une ville musulmane. La chaîne a présenté ses excuses après avoir annoncé que ces informations étaient sans fondement et par conséquent fausses. Le 20 janvier 2015, la maire de Paris, Anne Hidalgo, annonce qu'elle envisage de porter plainte contre la chaîne américaine.

### Accusations de harcèlement sexuel
En 2016, Roger Ailes, le patron de la rédaction de Fox News doit quitter son poste après avoir été accusé de harcèlement sexuel sur des employées de la chaîne, contre lesquelles il prenait des mesures de représailles telles que des réductions de salaire ou des licenciements lorsqu'il n'obtenait pas satisfaction.
En 2017, le New York Times révèle que le journaliste vedette Bill O'Reilly et Fox News ont versé 13 millions de dollars depuis 2002 à différentes employées de la chaîne en échange de leur silence pour des faits de harcèlement sexuel et d'injures. La chaîne licencie le journaliste en avril 2017.
En 2020, le biopic Scandale relate les événements qui se sont produits durant la campagne présidentielle de 2016 au sein de la chaîne américaine.
La chaine est condamnée en juillet 2021 à une amende d'un million de dollars à la suite de multiples plaintes pour agressions et harcèlement sexuels.

## Canada
En décembre 2000, le conseil de la radiodiffusion et des télécommunications canadiennes (CRTC) approuve la demande du service Fox News Canada déposée par Global Television Network, chaîne qui ne sera jamais lancée. À la mi-2004, l'Association canadienne de télévision par câble dépose une demande afin d'ajouter la chaîne américaine à la liste des services étrangers admissibles du CRTC, lettre à l'appui des dirigeants de la chaîne qu'aucune version canadienne n'est prévue. La chaîne est ajoutée à la liste en novembre 2004. Elle n'est offerte aux abonnés de Vidéotron qu'à partir de 2016.
En mai 2023, le CRTC tient une consultation publique afin d'évaluer la possibilité de retirer la chaîne de cette liste.

## Filmographie
- Outfoxed (en) : documentaire sorti en 2004, sous titré « La guerre de Rupert Murdoch contre le journalisme ».
- Scandale : film sur le harcèlement sexuel au sein de Fox News, en particulier sur les accusations contre Roger Ailes. Nommé aux Golden Globes et aux Oscars.